# 中井弘
中井 弘（なかい ひろし / ひろむ、1839年1月14日（天保9年11月29日）- 1894年（明治27年）10月10日）は、日本の武士（薩摩藩士）、外交官、政治家である。号は桜洲（桜州山人）。別名：横山休之進、鮫島雲城、後藤休次郎、田中幸介、中井弘蔵。書家としても知られる。鹿鳴館の名付け親でもある。著書に『合衆国憲法略記』『西洋紀行航海新説』『魯西亜土耳其漫遊記程』などがある。逸話が多く、明治の怪傑、奇人、滑稽家として知られた。

## 経歴

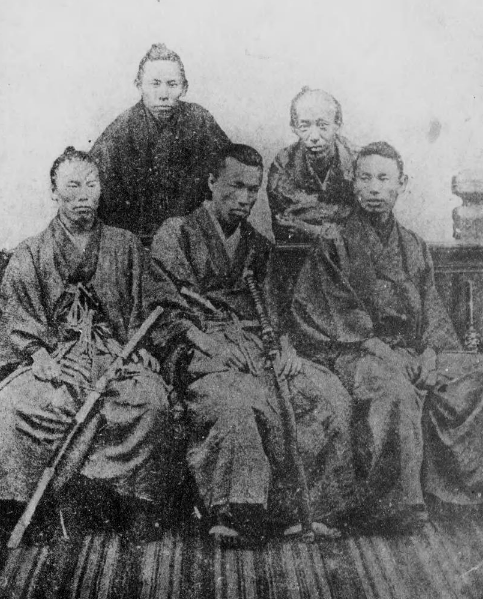
造幣局時代の中井弘（後列右、後列左は写真師の久世治作）。前列左より伊藤博文、大隈重信、井上馨

薩摩藩鹿児島城下に藩士・横山休左衛門（詠介）の長子として生まれ（幼名：休次郎、元服後休之進）、藩校の造士館に学ぶ。祖父の代までは藩の重職にあったが、父の代には没落し経済的に困窮していた。その後、脱藩して京都に行き浪人となるが、後藤象二郎や坂本龍馬らにその剛毅な性格を愛され、彼らが工面した資金で、1866年11月（慶応2年10月）に土佐藩士の結城幸安とともに、イギリスへ密航留学する。1867年春に帰国。その後、宇和島藩周旋方として京都で活躍。中井弘三と改名し、1868年1月、外国事務各国公使応接掛となる。
同年3月のイギリス公使・パークス襲撃事件では、パークス一行の護衛として襲撃犯の一人・朱雀操と斬り合い、自身も頭部に傷を負いながらも朱雀の胸部を刺し、後から駆けつけた後藤に朱雀が斬られて倒れたところを首を刎ねた。パークスらを救った功績により、後藤と共にイギリス・ビクトリア女王から宝刀を贈られた。この一件により、尊王攘夷派から「同志を斬り外国人を守る国賊」として暗殺されるおそれが出たため、尊王家・高山彦九郎を弔う詩を書きつけた名入りの扇数百本を京都寺町の扇屋に注文し、わざと代価を支払わず、扇屋が叩き売るのを待ってそれを市中に流通させ、中井に尊王の意ありと広く知らしめることで難を逃れた。
1871年に官途に復帰し、1872年に左院四等議官となる。1873年、中国、ロシア、トルコ、ギリシャ、インド、エジプト、フランス、イギリス、アメリカ合衆国などを回り、1876年に帰国（『漫遊記程』に記録）。イギリスでは日本公使館書記官を務めた。帰国後、工部省権大書記官となる。
その後、寺島宗則らとともに外交面で活躍。明治17年滋賀県知事、貴族院議員を歴任。明治23年（1890年）10月20日、錦鶏間祗候となる。明治26年（1893年）京都府知事に就任し、在任中は第4回内国勧業博覧会や京都舞鶴間鉄道の建設に力を尽くしたが、完成を待たずして執務中に脳出血で倒れ、死去。享年57。墓所は東福寺即宗院。

## 人物・逸話

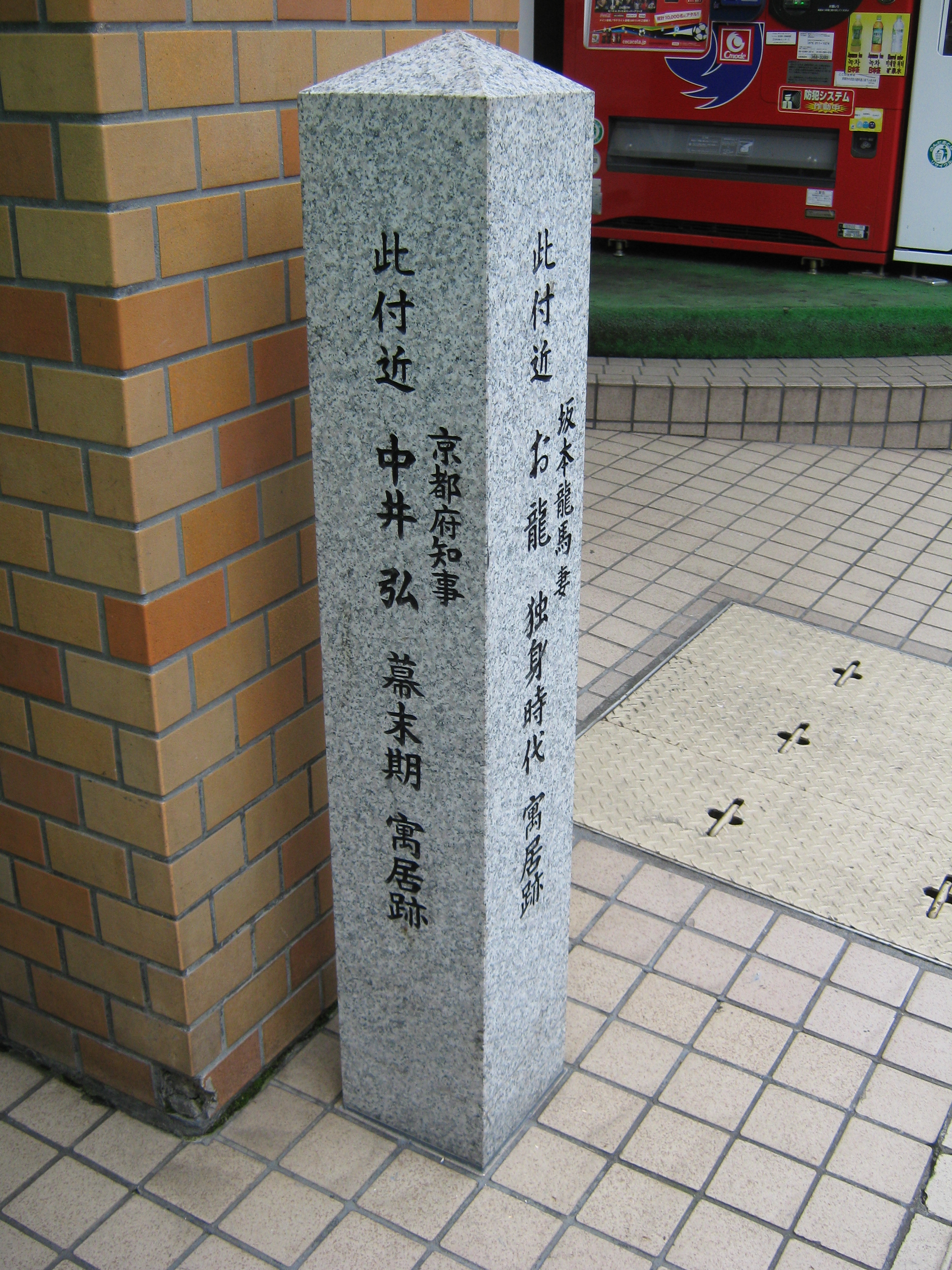
中井弘寓居跡 京都三条木屋町下ル

- 井上馨の妻の武子（新田俊純の娘）は当初中井の妻であったが、ゆえあって離別し、大隈重信にあずけられた。間もなく井上が武子をみそめ、大隈、伊藤博文らの世話で結婚することになった。式の当夜に中井が大隈邸に顔を出したため、関係者が大いに慌てたという。ただし、武子が中井の妻だったという話は史料上では一切確認できない。昭和以降の創作と考えられ、武子は井上馨との結婚が初婚である。
- 中井の娘（二番目の妻との子）・貞子は、原敬の最初の妻である。そのため原は中井と気が合ったらしい。貞子は、天津領事に任命された原敬と1883年に15歳で結婚、朝鮮赴任から帰国した1896年より別居し、1899年に再び同居するが、貞子が他の男の子供を宿したため、1905年に離婚[10]。離婚後原は15年来の愛人と再婚した。
- 岩倉具視と大久保利通が囲碁をやっていた際、碁盤を転覆させたり、樺山資紀を公衆の面前で大声で叱責したり、宴席にて明治天皇の御前で西村茂樹をビール瓶で殴打するなど、奇行が多かった。
- 幕末・明治期の著名人を写した写真のアルバムを残しており、その中に唯一写っている女性の立ち姿の写真が楢崎龍（龍馬の妻）ではないかと言われ[11]、平成20年（2008年）に高知県立坂本龍馬記念館が警察庁科学警察研究所に鑑定を依頼したところ、立ち姿の写真と晩年の写真とをスーパーインポーズ法により写真比較した結果、「同一人物の可能性がある」との鑑定結果が出された[12][13][14][15][注 2]。しかし、この結果を受けて、立ち姿の写真が「若き日のお龍の写真」として扱われるようになったものの、科警研の人物比定方法に問題があるとの意見があり[16]、また同様の写真は他にも見つかっており、今では否定されている[注 3]。

## 栄典
位階
- 1886年（明治19年）10月28日 - 従四位[17]
- 1884年（明治17年）8月30日 - 正五位[18]

勲章等
- 1885年（明治18年）4月7日 - 勲四等旭日小綬章[19]
- 1888年（明治21年）5月29日 - 勲三等旭日中綬章[20]
- 1889年（明治22年）11月25日 - 大日本帝国憲法発布記念章[21]
- 1894年（明治27年）10月8日 - 勲二等瑞宝章[22]